# Nikája
Nikája je buddhistický výraz znamenající „skupina“ jak v páli tak v sanskrtu. Tento termín  je nejčastěji používán v souvislosti s buddhistickými texty.
V rámci pálijského kánonu (konkrétně sutta-pitaky) je slovo nikája používáno ve významu, který odpovídá českému „sbírka“. Označuje se jím skupina buddhistických textů sutta-pitaky, které byly podle určitého klíče uspořádány do jedné sbírky. Jako například dígha-nikája je sbírkou dlouhých textů, nebo samjutta-nikája je sbírkou tematicky souvisejících textů.
V mahájánovém buddhismu jsou označovány sbírky buddhistických textů jako ágamy.
V théravádových zemích jihovýchodní Asie a Srí Lanky je také jako nikája označována mnišská linie, seskupení, školy nebo hnutí. Někdy se hovoří o mnišských frakcích, klanech, případně šektách. K jejich vzniku docházelo většinou v reakci na úpadek
disciplíny, což vedlo k vydělení nové „reformované“ sekty. Nikáje v některých případech vznikly jako výsledek královské podpory nových směrů v rámci théravádového buddhismu (jako tomu bylo např. u thajské Dhammajuttika-nikáje). Tato mnišská seskupení se liší zejména interpretací mnišského řádu, i když zde mohou mít vliv i další faktory. Například srílanská Amarapura-nikája vznikla jako reakce na kastovní omezení přetrvávající u Siam-nikáje. Avšak rozdíly mezi těmito mnišskými seskupeními nejsou natolik zásadní, aby je bylo možno považovat za samostatné buddhistické školy. Vždy se jedná o seskupení nebo frakci v rámci théravádového buddhismu. Mniši následují stejný mnišský buddhistický řád (vinaju), liší se pouze v jeho interpretaci. Jelikož nikáje vznikají hlavně na základě rozdílné interpretace vinaje, vždy zahrnovaly jen mnichy a nikdy se nerozšířily i na laické stoupence théravády. V Thajsku existuje nyní větší Mahá-nikája a zmíněná menší Dhammajuttika-nikája, na Srí Lance jsou to Siam-nikája, Amarapura-nikája, Ramaňňa-nikája a v Barmě Sudhamma-nikája, Švedžjin-nikája a nejmenší Dvára-nikája.